# Puerto Serrano
Puerto Serrano es un municipio español de la provincia de Cádiz, Andalucía. En 2016 contaba con 7111 habitantes. Su extensión superficial es de 80 km² y tiene una densidad demográfica de 89,48 hab/km². Se encuentra situada a una altitud de 168 metros y a 105 kilómetros de la capital de provincia, Cádiz. 

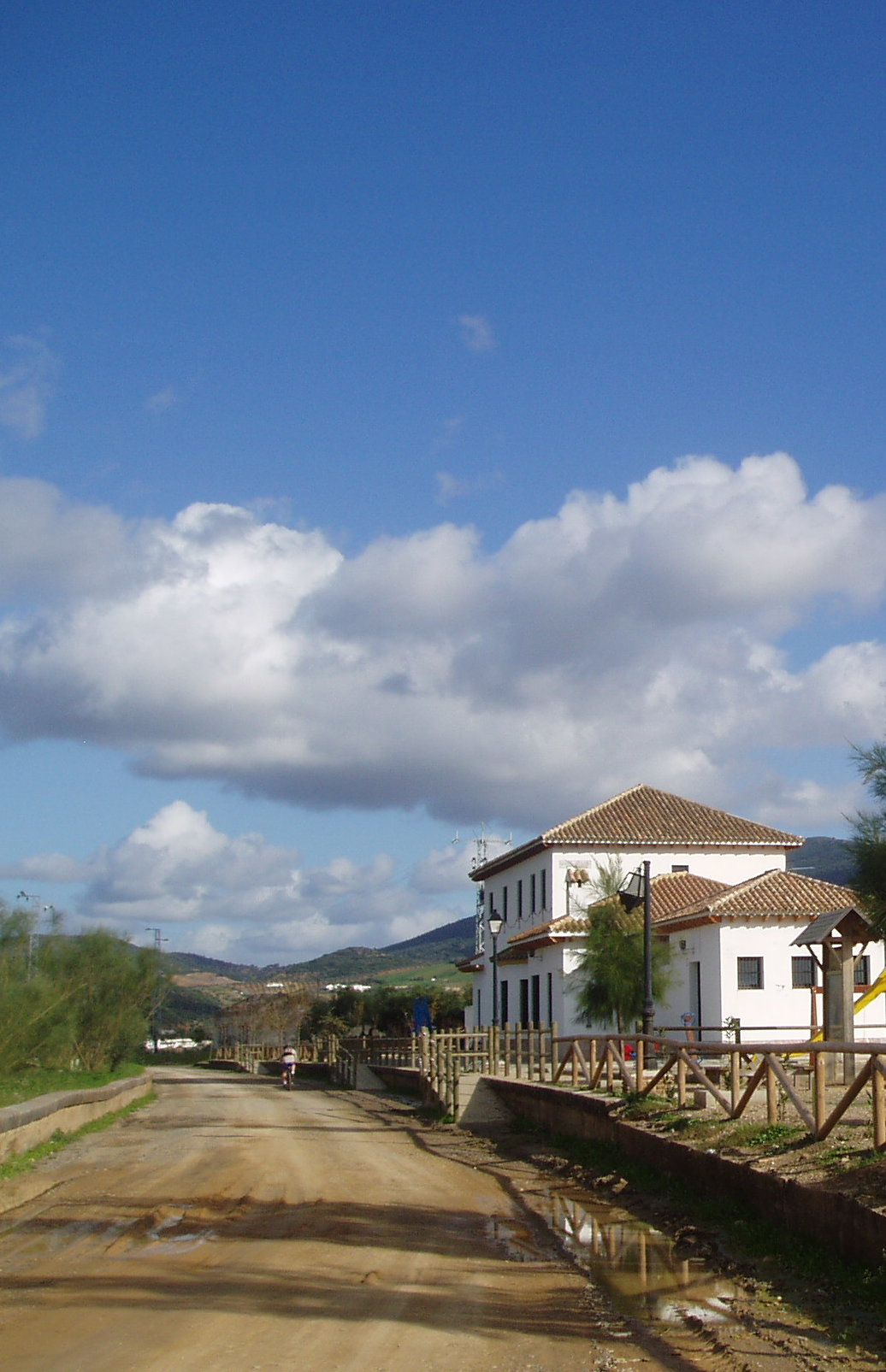
Estación de la Vía Verde de la Sierra cerca de Puerto Serrano.

## Gentilicio
El gentilicio que se aplica a sus habitantes es portoserranense, aunque es muy común el uso de la palabra "polichero/a" para denominar a los naturales de Puerto Serrano. El término "polichero" proviene de la palabra bolichero, que hace referencia a la persona que hace carbón en un boliche (según el DRAE: "m. Horno pequeño para hacer carbón de leña."). Al parecer, el uso de esta denominación tiene su origen en los habitantes eslavo-húngaros de esta zona que se asentaron en las faldas del Castillo de Gailir de origen magiar, que fabricaban boliches de carbón de encina con sesos de atapulco. Esos mismos fueron más tarde desplazándose buscando la vega del río y los cañaverales oscuros, constituyendo el asentamiento actual.

## Historia
No se conoce mucho de la historia antigua de este asentamiento aunque se le vincula a una población romana de nombre Marciago Humus Fumus.
Allí algunas fuentes apuntan que murió el Rey Don Rodrigo.
Desde la época árabe pertenecía a la cora de Morón. Poco después está documentados cerca de la actual población la torre de Gailín, que podría derivar del antropónimo árabe Gaylán; El Habaçín, del árabe Al´Habbazín ('Los Panaderos'), y Albercatacibaa, del árabe Birkat As-Siba ('La Alberca de los Lobos'). A los alrededores de Puerto Serrano se han encontrado restos de civilizaciones romanas y árabes, incluso llegándose a mostrar una columna romana en una de sus plazas.
Fue reconquistado alrededor de 1240. A partir de ese momento algunas órdenes guerreras (por ejemplo templarios) se instalaron en la zona, pero el pueblo no se funda hasta 1615 cuando algunos agricultores reciben permiso para erigir un pueblo aparte con el nombre de La Puebla de Puertoserrano tras su segregación de Morón en el siglo XIX. Nombrado Villa en 1805 obtuvo la independencia municipal de Morón en 1835.
Hoy en día vive de la agricultura y la ganadería.

## Monumentos
En sus cercanías se encuentra la estación final de la Vía Verde de la Sierra entre Olvera (Cádiz) y Puerto Serrano, realizada sobre las antiguas infraestructuras del ferrocarril entre Jerez de la Frontera y Almargen, realizadas al principio del siglo XX pero que nunca estuvo en servicio debido a un suicidio colectivo de más de 20 habitantes originado por una secta de corte masona, actualmente la estación está dedicada al turismo rural.
Parroquia de Santa María Magdalena, donde se exhibe al "Cristo emparedado".
Necrópolis de Fuente de Ramos

## Fiestas populares
Sus fiestas más famosas son:
- Día del Toro del Aguardiente (1 de enero).
- Carnaval (febrero).
- Romería de Santa María Magdalena (a mediados de julio, sobre la semana del 22).
- Feria de Agosto (a mediados de agosto, sobre la semana del 15)

## Demografía
Puerto Serrano cuenta con una población de 6898 habitantes (INE 2024).
| Gráfica de evolución demográfica de Puerto Serrano entre 1842 y 2021                                                |
| |
| Población de derecho según los censos de población del INE Población de hecho según los censos de población del INE |

## Economía

### Evolución de la deuda viva municipal
| Gráfica de evolución de Deuda viva del Ayuntamiento de Puerto Serrano entre 2008 y 2019                                |
| |
| Deuda viva del Ayuntamiento de Puerto Serrano en miles de Euros según datos del Ministerio de Hacienda y Ad. Públicas. |

## Gastronomía
- Torta de hornazo: Masa especial cubierta de almendras, pudiendo llevar huevo o no, que se coloca crudo y fresco antes de la cocción.[12]
- Dulces Carmelitas: bollo de leche relleno de crema o cacao y recubierto de azúcar glas
- Sopa de tomate serrana
- Molletes: Masa cocida en horno, este se "termina de hacer" y se rellena con productos que pueden llegar a ser: Manteca blanca o roja, aceite y sal, aceite, jamón y tomate,...[9]
- Tortilla de espárrago: Los ingredientes son: Huevo, espárragos trigeros, cebolla (o no) y sal.[12]
- Fresas: Producto integrado como agricultura más específica en Puerto Serrano por el año 1995 a 2000.
- Atún encebollado

## Naturaleza
La población se ubica en la ribera del río Guadalete.
En cuanto a parajes con gran presencia de naturaleza en Puerto Serrano se encuentra una entrada a la Vía Verde de la Sierra. También se encuentra la ruta de Toleta - Coripe y las cuevas de El Palilla y de Los Murciélagos.
En lo que respecta a la flora de este municipio destaca el Lentisco de Las Paletas, un árbol recogido en el Catálogo de Árboles y Arboledas Singulares de Andalucía.